# Данкерк (Індіана)
Данкерк (англ. Dunkirk) — місто (англ. city) в США, в округах Джей і Блекфорд штату Індіана. Населення — 2164 особи (2020).

## Географія
Данкерк розташований за координатами 40°22′28″ пн. ш. 85°12′26″ зх. д. / 40.37444° пн. ш. 85.20722° зх. д. (40.374434, -85.207245).  За даними Бюро перепису населення США в 2010 році місто мало площу 3,25 км², уся площа — суходіл.

### Клімат
| Клімат : Данкерк             | Клімат : Данкерк | Клімат : Данкерк | Клімат : Данкерк | Клімат : Данкерк | Клімат : Данкерк | Клімат : Данкерк | Клімат : Данкерк | Клімат : Данкерк | Клімат : Данкерк | Клімат : Данкерк | Клімат : Данкерк | Клімат : Данкерк | Клімат : Данкерк |
| Показник                     | Січ.             | Лют.             | Бер.             | Квіт.            | Трав.            | Черв.            | Лип.             | Серп.            | Вер.             | Жовт.            | Лист.            | Груд.            | Рік              |
| Середній максимум, °C        | 0,0              | 2,8              | 8,9              | 15,6             | 21,7             | 26,7             | 28,9             | 27,8             | 24,4             | 17,8             | 10,0             | 3,3              | 15,7             |
| Середній мінімум, °C         | −9,4             | −7,8             | −2,2             | 3,3              | 9,4              | 14,4             | 16,7             | 15,0             | 10,0             | 3,9              | −0,6             | −6,1             | 3,9              |
| Норма опадів, мм             | 48               | 47               | 68               | 89               | 103              | 112              | 112              | 93               | 77               | 67               | 82               | 66               | 964              |
| ---------------------------- | ---------------- | ---------------- | ---------------- | ---------------- | ---------------- | ---------------- | ---------------- | ---------------- | ---------------- | ---------------- | ---------------- | ---------------- | ---------------- |
| Джерело: The Weather Channel |                  |                  |                  |                  |                  |                  |                  |                  |                  |                  |                  |                  |                  |

## Демографія
Згідно з переписом 2010 року, у місті мешкали 2362 особи в 960 домогосподарствах у складі 619 родин. Густота населення становила 726 осіб/км².  Було 1171 помешкання (360/км²).
Расовий склад населення:
| - 98,6 % — білих - 0,3 % — чорних або афроамериканців - 0,1 % — корінних американців |

До двох чи більше рас належало 0,6 %. Частка іспаномовних становила 1,2 % від усіх жителів.
За віковим діапазоном населення розподілялося таким чином: 26,3 % — особи молодші 18 років, 59,5 % — особи у віці 18—64 років, 14,2 % — особи у віці 65 років та старші. Медіана віку мешканця становила 37,2 року. На 100 осіб жіночої статі у місті припадало 94,7 чоловіків;  на 100 жінок у віці від 18 років та старших — 89,7 чоловіків також старших 18 років.
Середній дохід на одне домашнє господарство  становив 43 342 долари США (медіана — 30 492), а середній дохід на одну сім'ю — 55 836 доларів (медіана — 39 948). Медіана доходів становила 35 594 долари для чоловіків та 26 438 доларів для жінок. За межею бідності перебувало 27,1 % осіб, у тому числі 45,9 % дітей у віці до 18 років та 3,2 % осіб у віці 65 років та старших.
Цивільне працевлаштоване населення становило 919 осіб. Основні галузі зайнятості: виробництво — 38,0 %, освіта, охорона здоров'я та соціальна допомога — 20,6 %, роздрібна торгівля — 11,9 %, науковці, спеціалісти, менеджери — 9,5 %.